# His Last Dollar
His Last Dollar er en amerikansk stumfilm fra 1914 af Frank Powell.

## Medvirkende
- David Higgins som Joe Braxton
- Betty Gray som Eleanor Downs
- Hal Clarendon som Linson
- Edgar L. Davenport som Downs
- Wellington A. Playter